# Vedrana Grgin-Fonseca
Vedrana Grgin-Fonseca (rođ. Grgin) je hrvatska košarkašica, bivša članica hrvatske košarkaške reprezentacije.

## Karijera
Sudjelovala je na prvom završnom turniru ženskog europskog prvenstva na kojima je igrala Hrvatska, EP 1995. godine.
Bila je sudionicom kvalifikacijskog ciklusa za EP 1999. godine.
Osvojila je zlato na Mediteranskim igrama 1997. godine.